# Astkhik Planum
L'Astkhik Planum è una struttura geologica della superficie di Venere.